# LCA Racing
LCA Racing fue un equipo argentino de automovilismo de velocidad. Fue fundado en el año 2008, sobre la base del grupo de trabajo liderado por el piloto Laureano Campanera para su incursión dentro de la categoría Turismo Carretera. 
Con el paso del tiempo, el equipo fue consolidando su presencia en la categoría, llegando a presentarse en todas las divisiones de la Asociación Corredores de Turismo Carretera y logrando su primer máximo galardón, con la obtención del campeonato de Turismo Carretera del año 2014, con el piloto Matías Rossi.

## Historia
Originalmente este equipo se denominaba Donto Racing y su nombre provenía de la contracción del nombre de la localidad Don Torcuato, de la cual Campanera es oriundo. Dicho nombre también fue aplicado a una curtiembre ubicada en la ciudad de Baradero, propiedad de la familia del piloto y que sirvió como principal auspiciante del equipo. A partir del año 2020 el equipo cambió a su denominación actual, cuyas siglas provenían de los apodos de sus principales accionistas: El propietario Laureano Campanera ("Laucha"), el director deportivo Ezequiel Burani ("Coco") y el entonces chasista Alcides Piatti ("Alchu"). En 2021, Piatti anunció su incorporación al equipo JP Carrera, siendo su lugar ocupado por Ricardo Gliemmo.
A lo largo de su trayectoria, el LCA Racing incursionó mayoritariamente en el Turismo Carretera, llegando a su punto máximo en el año 2014 con la obtención del campeonato por parte de su piloto Matías Rossi.
Por otra parte, además del TC, el LCA Racing tuvo participaciones en las divisiones inferiores de ACTC, logrando su primer título en la divisional TC Mouras en el año 2012 y de la mano de su piloto Juan José Ebarlín.
Tras la salida de Campanera como piloto y su posterior asunción como director del equipo a tiempo completo, en 2017 el LCA Racing experimentó una nueva expansión dentro de la estructura interna de ACTC, organizando dos estructuras para el Turismo Carretera, una para el TC Pista y un equipo oficial de la marca Fiat para la categoría TC Pick Up. Al mismo tiempo y como consecuencia de la relación de Campanera en el sector automotor, en el año 2010 fue creada la Donto Motor Company, fabricante argentino de prototipos deportivos surgido como desprendimiento del Donto Racing.
Entre las temporadas 2017 y 2019, el equipo cerró acuerdo con la empresa de agroquímicos Nova para patrocinio exclusivo del piloto Matías Rossi, creando en torno a él el equipo Nova Racing. En 2021 celebró un acuerdo similar con el fabricante de herramientas eléctricas Lusqtoff, para patrocinio de los pilotos Mauricio Lambiris en TC y Nicolás Trosset en TC Pick Up, creando el equipo Lusqtoff Racing.
En 2023, el equipo renueva parcialmente su plantilla, incorporando al mendocino Julián Santero, en reemplazo del uruguayo Mauricio Lambiris. Tras la salida del uruguayo, el equipo apuesta por compartir bajo el mismo techo con un Ford y un Chevrolet, confirmando a Juan José Ebarlín en su puesto. Sin embargo, a mitad de torneo Ebarlín abandona la estructura para sumarse al equipo de Diego De Carlo, por lo que el LCA Racing centra sus esfuerzos en Santero, siendo a su vez la primera vez que el equipo cuenta de manera exclusiva con una unidad Ford Falcon.

## Denominaciones utilizadas por el equipo

### Equipo principal
- Donto Racing (2008-2019)
- LCA Racing (2020-)

### Estructuras satélites
- Nova Racing (2017-2019)
- Lusqtoff Racing (2021-2022)

### TC Pick Up
- Fiat Racing Team (2019)
- LCA Racing (2020)
- Lusqtoff Racing (2021)

## Participaciones en categorías de ACTC
| Valores    | Turismo Carretera | TC Pista | TC Mouras | TC Pista Mouras | TC Pick Up |
| ---------- | ----------------- | -------- | --------- | --------------- | ---------- |
| Temporadas | 2008              | -        | -         | -               |            |
| Temporadas | 2009              | -        | -         | -               |            |
| Temporadas | 2010              | -        | -         | -               |            |
| Temporadas | 2011              | -        | 2011      | -               |            |
| Temporadas | 2012              | 2012     | 2012      | 2012            |            |
| Temporadas | 2013              | 2013     | -         | -               |            |
| Temporadas | 2014              | 2014     | -         | -               |            |
| Temporadas | 2015              | 2015     | 2015      | -               |            |
| Temporadas | 2016              | 2016     | 2016      | -               |            |
| Temporadas | 2017              | 2017     | 2017      | -               |            |
| Temporadas | 2018              | 2018     | 2018      | -               | -          |
| Temporadas | 2019              | -        | -         | -               | 2019       |
| Temporadas | 2020              | -        | -         | -               | 2020       |
| Temporadas | 2021              | -        | 2021      | -               | 2021       |

### Otras categorías
| Valores    | Top Race V6 |
| ---------- | ----------- |
| Temporadas | 2009        |
| Temporadas | CA 2010     |

## Palmarés del equipo
| Turismo Carretera | Turismo Carretera | Turismo Carretera | Turismo Carretera |
| Título            | Piloto            | Automóvil         | Año               |
| ----------------- | ----------------- | ----------------- | ----------------- |
| Campeón           | Matías Rossi      | Chevrolet Chevy   | 2014              |
| TC Mouras         |                   |                   |                   |
| Título            | Piloto            | Automóvil         | Año               |
| Campeón           | Juan José Ebarlín | Chevrolet Chevy   | 2012              |

### Otros títulos
| Turismo Carretera | Turismo Carretera | Turismo Carretera | Turismo Carretera |
| Título            | Piloto            | Automóvil         | Año               |
| ----------------- | ----------------- | ----------------- | ----------------- |
| Subcampeón        | Matías Rossi      | Chevrolet Chevy   | 2012              |
| Subcampeón        | Matías Rossi      | Chevrolet Chevy   | 2015              |
| Subcampeón        | Matías Rossi      | Chevrolet Chevy   | 2016              |
| Subcampeón        | Mauricio Lambiris | Ford Falcon       | 2021              |
| TC Pick Up        |                   |                   |                   |
| Título            | Piloto            | Automóvil         | Año               |
| Subcampeón        | Matías Rodríguez  | Toyota Hilux      | 2020              |